# Estación de Marin-Epagnier
La estación de Marin-Epagnier es una estación ferroviaria de la localidad suiza de Marin-Epagnier, perteneciente a la comuna suiza de La Tène, en el Cantón de Neuchâtel.

## Historia y situación
La estación de Marin-Epagnier fue inaugurada en el año 1901 con la puesta en servicio de la línea Berna - Neuchâtel por parte del Bern-Neuenburg-Bahn (BN). BN pasaría a ser integrada en 1997 en BLS Lötschbergbahn, que al fusionarse en 2006 con Regionalverkehr Mittelland AG pasaría a ser BLS AG.
Se encuentra ubicada en el noreste del núcleo urbano de Marin-Epagnier. Cuenta con un andén central al que acceden dos vías pasantes,a las que hay que sumar una tercera vía pasante, varias vías muertas y una derivación a un almacén en el norte de la estación.
En términos ferroviarios, la estación se sitúa en la línea Berna - Neuchâtel. Sus dependencias ferroviarias colaterales son la estación de Zihlbrücke hacia Berna y la estación de Saint-Blaise-Lac en dirección Neuchâtel.

## Servicios ferroviarios
Los servicios ferroviarios de esta estación están prestados por BLS:

### Regional
- R Friburgo - Murten - Ins - Neuchâtel. Trenes cada hora desde Friburgo hasta Murten y Neuchâtel.

### S-Bahn Berna
Desde la estación de Saint-Blaise-Lac se puede ir a Berna mediante la red S-Bahn Berna operada por BLS:
- S 5 Berna - Kerzers - Ins - Neuchâtel.
- S 52 Berna - Kerzers (- Ins - Neuchâtel). Servicios esporádicos a primera hora de la mañana y por la noche.